# 湯馬士·海克拉夫特
湯馬士·瓦格斯塔夫·海克拉夫特爵士（英語：Sir Thomas Wagstaffe Haycraft；1858年10月5日—1936年7月16日），英國大律師。他於1916至1921年間擔任格林納達首席按察司，並於1921至1927年間擔任巴勒斯坦託管地首席按察司。在後一職務中，他主持海克拉夫特研訊委員會，調查雅法騷亂的緣由。

## 生平
海克拉夫特生於英格蘭倫敦伊斯靈頓，在牛津大學聖約翰書院接受教育，並於1885年獲內殿律師學院認許為大律師。
1891年，他與法國帝國衛隊上尉保羅·理查的女兒波琳·理查結婚，後育有一子。
1899年，他獲委任為英属塞浦路斯拉納卡地方法院院長。任職12年後，他被調往直布羅陀擔任警務裁判司，隨後於1913年再次調任英屬毛里裘斯陪席法官。1916年，他晉升為格林納達首席按察司。
1921年，海克拉夫特赴英國託管下的巴勒斯坦地區（以色列地），擔任巴勒斯坦託管地首任首席按察司。他認為英國普通法的原則未必適合託管地居民，故反對將其引入託管地。
他於1927年退休並返回英國，在德雲郡的鄉郊環境中度過餘生。
海克拉夫特於1936年在舒梨郡逝世，享年78歲。